# サガナ・ジョップ
サガナ・ジョップ（DeSagana Diop）ことデサガナ・ンガニュ・ジョップ（DeSagana N'gagne Diop、1982年1月30日-）はセネガルのプロ元バスケットボール選手。バスケットボール指導者。ダカール州ダカール県ダカール出身。ポジションはセンター。身長213cm、体重127kg。

## 経歴

### 高校
ジョップが本格的にバスケットボールを始めたのは、ヴァージニア州の名門オークヒル高校に入学してからだった。このとき15歳。比較的遅い時期に始めたにも係わらず、ジョップは高校通算で平均14.6得点、13.2リバウンド、8.0ブロックという驚異的な数字を記録した。この間、オークヒル高校は33勝0敗の圧倒的な強さを誇った。またジョップはUSAトゥデイが選出するヴァージニア州の年間最優秀選手にも選ばれた。学生時代に憧れていた選手は「ザ・ドリーム」ことヒューストン・ロケッツの大スターだったアキーム・オラジュワンである。

### NBA
ジョップは2001年のNBAドラフトにおいて全体8番目でクリーブランド・キャバリアーズから指名されて入団した。キャブスでは4シーズン在籍し、193試合に出場した。そのほとんどがベンチ（控え選手）からの出場だったが、頼みの綱であるディフェンスは全くふるわず、あまりチームに貢献したとは言えない働きしかできなかった。怪我にも頻繁に見舞われ、体重の問題なども次々に重なった。再契約することなくフリーエージェントになり、2005年オフにオフェンシブなチーム構成が売りのダラス・マーベリックスに3年契約で移籍した。
当初、目立った成績を残していないジョップに対し、地元ファンは疑いの目を向けざるを得なかった。しかし開幕するや否や、エリック・ダンピアーの第1の控え選手として多くの出場時間を与えられ、リバウンドやブロックなどのディフェンス面でチームに貢献した。11月のデンバー・ナゲッツ戦では、ジョップがカーメロ・アンソニーのあわやウィニングショットとなるシュートを阻止した。年末になると、ダンピアの不調もあってかスターター（先発出場）抜擢。これまで昨シーズンは10分以下だった出場時間は上昇し、一気に平均18分の出場を記録した。マーベリックスの歴史上初めてとなったNBAファイナルまで、先発出場は継続された。

## コーチ歴
2014年11月28日、Dリーグのテキサス・レジェンズのコーチングスタッフに加わり、2015年10月19日アシスタントコーチに昇格した。
2016年10月3日、ユタ・ジャズのアシスタントコーチに就任した。
2020年11月30日、ヒューストン・ロケッツのアシスタントコーチに就任した
。

## プレースタイル
ディフェンス面においての働きが評価される選手である。リバウンドにおいても成長は著しく、マーベリックスに移籍した2005-06シーズンは平均18分の出場ながらキャリアハイの1.8ブロック記録した。欠点はペリメーター付近からの短いシュート（かといって3Pシュートが得意ではない）や、フリースローなどである。本人も自覚しているからか、果敢にもシュートに挑むことは稀である。ちなみに2006年オフはポストプレーの上達を目標に掲げていた。ブロックやリバウンドなどの爆発的なプレイが得意な反面、ペイントエリア内での細かいプレイを苦手とする傾向がある。これはオフェンスでも同様のことが言えるが、度々ファウルを量産し、最終クオーターを待たずしてファウルアウトになってしまうこともあった。

## 個人記録

### シーズン記録
- 2001-2002：18試合出場、1.4得点、0.9リバウンド、0.3アシスト、0.56ブロック
- 2002-2002：80試合出場、1.5得点、2.7リバウンド、0.5アシスト、1.01ブロック
- 2003-2004：56試合出場、2.3得点、3.6リバウンド、0.6アシスト、0.91ブロック
- 2004-2005：39試合出場、1.0得点、1.8リバウンド、0.4アシスト、0.69ブロック
- 2005-2006：81試合出場、2.3得点、4.6リバウンド、0.3アシスト、1.80ブロック

### 1試合最多記録
- 1試合最多得点：10得点（vs ニューオーリンズ・ホーネッツ　2002年11月23日）
- 1試合最多アシスト：4個 （vs オーランド・マジック　2003年3月2日）
- 1試合最多リバウンド：16本 （vs デンバー・ナゲッツ　2005年11月15日）
- 1試合最多ブロック：6本（2回記録）